# HC Most
Le HC Most était un club de hockey sur glace de Most en République tchèque. Il évolue dans la 1. liga, le second échelon tchèque.

## Historique
Le club est créé en 1951.

## Palmarès
- Vainqueur de la 2.liga : 2004, 2007.